# 2,4-dinitrotolueen
2,4-dinitrotolueen is een gele kristallijne vaste stof. Het is een derivaat van tolueen, met twee nitrogroepen in de ortho- en para-posities ten opzichte van de methylgroep. Het is de belangrijkste van de zes mogelijke dinitrotolueen-isomeren en dikwijls gebruikt men dinitrotolueen als synoniem voor 2,4-dinitrotolueen.

## Synthese
2,4-dinitrotolueen ontstaat door de nitrering van tolueen, waarbij in een eerste stap 2-nitrotolueen ontstaat en in een tweede stap dinitrotolueen. De omzetting naar 2-nitrotolueen verloopt met gewoon geconcentreerd zwavelzuur. De introductie van de eerste nitrogroep maakt de benzeenring minder gevoelig voor de volgende nitreringsreactie (de nitrogroep destabiliseert immers het intermediair gevormde carbokation) zodat voor de omzetting naar dinitrotolueen rokend zwavelzuur nodig is (waarmee overigens ook de eerste stap uitgevoerd kan worden). Trinitrotolueen of TNT wordt onder deze omstandigheden niet gevormd, daarvoor zijn zowel een hoge temperatuur als hoge druk nodig.

## Toepassingen
De oudste commerciële toepassingen van 2,4-dinitrotolueen waren in explosieven en voor de synthese van verfstoffen. Het werd aan explosievenmengsels zoals buskruit toegevoegd als weekmaker of geleermiddel. Omdat het toxisch en carcinogeen is, wordt dit nauwelijks meer gedaan. Dinitrotolueen kan wel verder worden genitreerd tot 2,4,6-trinitrotolueen (TNT).
Tegenwoordig wordt 2,4-dinitrotolueen vrijwel uitsluitend verwerkt tot 2,4-tolueendi-isocyanaat (2,4-TDI), dat gebruikt wordt voor de productie van flexibele polyurethaanschuimen. Daartoe wordt 2,4-dinitrotolueen eerst gehydrogeneerd tot tolueen-2,4-diamine en dit amine wordt met fosgeen gereageerd tot 2,4-tolueendiisocyanaat.

## Eigenschappen
2,4-dinitrotolueen is stabiel in normale omstandigheden maar ze kan hevig reageren met een base of een oxiderende of reagerende stof, of als ze aan het koken gebracht wordt. Ze is weinig oplosbaar in water en zeer oplosbaar in chloroform of tolueen.
Blootstelling aan de stof kan effecten hebben op het centraal zenuwstelsel, het hart- en vaatstelsel en het bloed, met als gevolg de vorming van methemoglobine.
De stof is carcinogeen en is mogelijk schadelijk voor de voortplanting. De stof is ook giftig voor waterorganismen.